# ویدیتا وایدیا
ویدیتا وایدیا (انگلیسی: Vidita Vaidya؛ زادهٔ ۱ ژانویهٔ ۱۹۷۰)، عصب‌شناس هندی و استاد مؤسسه تحقیقات بنیادی تاتا، بمبئی بوده و زمینه‌های اصلی تحقیقات او عصب‌شناسی و روان‌پزشکی مولکولی است.

## اوایل زندگی
والدین ویدیتا، دکتر راما ویدیا و دکتر آشوک ویدیا، دانشمندان بالینی هستند و عموی او، دکتر آخیل ویدیا (متخصص انگل‌شناسی مالاریا)، انگیزه‌های بزرگی برای او بودند تا به دنبال شغلی در زمینه پژوهش، با تمرکز بر علوم اعصاب، برود. پدر او یک داروشناس بالینی و مادرش یک متخصص غدد درون‌ریز بود. همچنین، ویدیتا در دوران نوجوانی با خواندن دربارهٔ زندگی و کار پریماتولوژیست‌های مشهور، داین فوسی و جین گودال، به علم علاقه‌مند شده بود.

## تحصیل
ویدیتا مدرک کارشناسی خود را از کالج سنت خاویر، بمبئی در علوم زیستی و بیوشیمی دریافت کرد. او مدرک دکترای خود را در رشته علوم اعصاب در دانشگاه ییل نزد پروفسور رونالد دومان، که استادش که به حرفه تحقیقاتی او شکل داد، دریافت کرد. کار فوق دکتری او در مؤسسه کارولینسکا در سوئد با پروفسور ارنست آرناس و در دانشگاه آکسفورد در بریتانیا با پروفسور دیوید گراهام اسمیت انجام شد.

## حرفه
او در سن ۲۹ سالگی، در مارس ۲۰۰۰، به عنوان پژوهشگر اصلی به دپارتمان علوم زیستی مؤسسه تحقیقات بنیادی تاتا پیوست. وی از سال ۲۰۰۰ تا ۲۰۰۵ به عنوان پژوهشگر ارشد خارجی بنیاد ولکام تراست و عضو وابسته آکادمی علوم هند فعالیت کرده است.
ویدیتا روی مدارهای عصبی که احساسات را تنظیم می‌کنند و چگونگی تأثیرپذیری آنها از تجربیات زندگی و داروهای ضدافسردگی تحقیق و همچنین بررسی می‌کند که چگونه تغییرات در مدارهای مغزی، پایه اختلالات روانی مانند افسردگی را تشکیل می‌دهند و چگونه تجربیات اولیه زندگی به تغییرات پایدار در رفتار منجر می‌شوند. یکی از حوزه‌های تمرکز گروه تحقیقاتی او، نقش گیرنده سروتونین 2A است؛ هم به عنوان هدف داروهای سایکدلیک سروتونرژیک که تأثیرات قدرتمندی بر رفتارهای مرتبط با خلق‌وخو و هم در نحوه شکل‌دهی به پیامدهای بلندمدت تجربیات ناخوشایند اولیه زندگی دارند.
او در سال ۲۰۱۲ جایزه ملی زیست‌دانشور (جایزه ملی علوم زیستی) را دریافت کرد و در سال ۲۰۱۵ جایزه معتبر شانتی سواروپ بهاتناگر در رشته علوم پزشکی به او اهدا شد. [۳] او همچنین عضو آکادمی ملی علوم هند، آکادمی علوم هند است. ویدیتا در سال ۲۰۲۱ بورسیه جی.سی. بوز از سوی هیئت علمی و تحقیقاتی دولت هند و در سال ۲۰۲۲ جایزه اینفوسیس در رشته علوم زیستی را دریافت کرد.
تحقیقات ویدیتا همچنین بر نقش سروتونین در شکل‌دهی به مدارهای عصبی مرتبط با احساسات در دوره‌های بحرانی رشد پس از تولد و همچنین بر مکانیسم عمل درمان‌های ضدافسردگی سریع‌الاثر متمرکز شده است. کارهای آزمایشگاهی او روی موش‌های آزمایشگاهی انجام می‌شود. حوزه خاص علاقه‌مندی ویدیتا، درک این موضوع است که چگونه افراد در برابر روان‌رنجوری‌های مرتبط با استرس، آسیب‌پذیری یا مقاومت پیدا می‌کنند.

## کتاب‌ها و ویدیوها
ویدیتا در کتاب دختران لیلاوتی که مجموعه‌ای از مقالات زندگینامه‌ای دربارهٔ دانشمندان زن هندی بوده و همچنین در وبلاگ زندگی در علم، معرفی شده است. در سال ۲۰۱۵، او در یک سخنرانی تدکس در کالج سنت زاویر بمبئی شرکت کرد و دربارهٔ اینکه چگونه استرس می‌تواند ساختار عصبی ما را تغییر دهد صحبت کرد. علاوه بر این، او در برنامه چای و چرا (Chai and Why) مؤسسه تی‌ای‌اف‌ای نیز حضور داشته است.